# Operation Vico

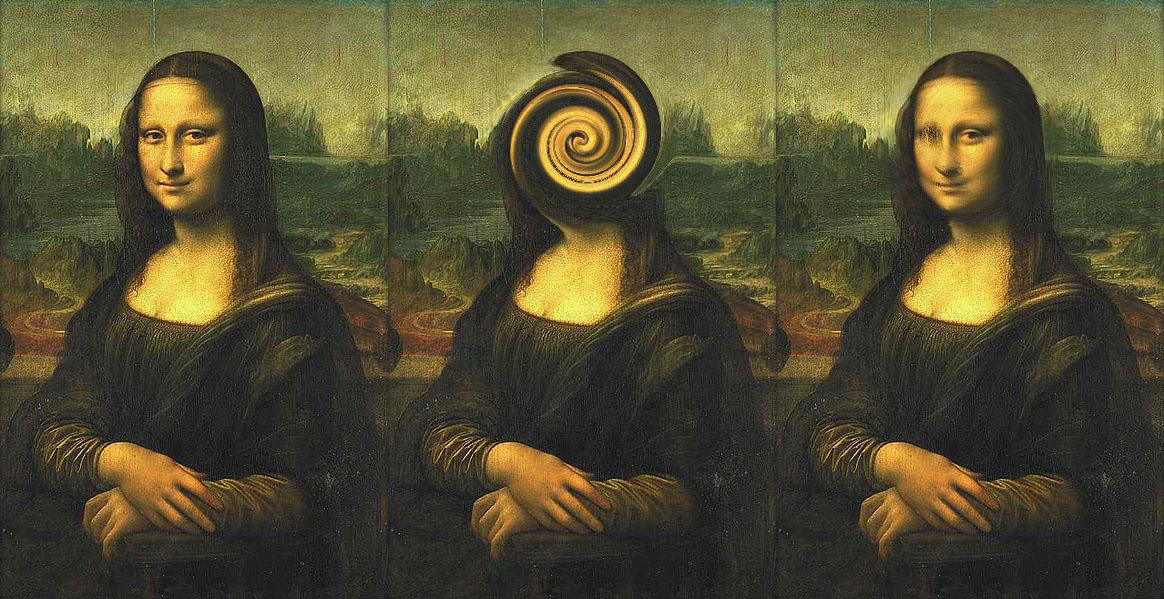
Mona Lisa: Original (links), mit Swirl-Effekt (Mitte) und rekonstruiert (rechts)

Operation Vico war eine Operation der Interpol, die gegen einen Missbrauchstäter mit dem Spitznamen „Vico“ gerichtet war. Ihm wurden Verbrechen gegen Kinder und Sexualverbrechen zur Last gelegt. Kriminaltechnikern des deutschen Bundeskriminalamts gelang dabei die Wiederherstellung von digitalen Bildern, die mit dem Swirl-Effekt, einem Verzerrungsfilter, verfremdet worden waren.
Am 8. Oktober 2007 veröffentlichte die Interpol Bildmaterial, das den Täter zeigte, der auf 200 Bildern Kinder sexuell missbrauchte. Dieser Schritt war der Beginn der Operation. Fünf Quellen nannten unabhängig voneinander einen 1975 geborenen kanadischen Englischlehrer  namentlich als Verdächtigen. Interpol bestätigte später, dass der Genannte als Täter in Betracht komme und sich vermutlich in Thailand aufhalte. In Thailand wurde Haftbefehl gegen den Verdächtigen erlassen. Am 19. Oktober 2007 wurde der Mann festgenommen und 2008 zu einer mehrjährigen Gefängnisstrafe verurteilt.